# Стара національна галерея (Берлін)
Стара національна галерея (нім. Alte Nationalgalerie) — це художня галерея в Берліні, Німеччина. Побудована між 1867 та 1876 роками будівля належить до ансамблю Музейного острову, який включений до Світової спадщини ЮНЕСКО.
В Старій національній галереї демонструються роботи в стилі класицизму, романтизму, бідермаєра, імпресіонізму та початку сучасного мистецтва (модерну), які належать до зібрання Національної галереї Берліна.

## Історія

### Передісторія
Перші ідеї щодо створення Національної галереї з'явилися в 1815 році та підсилилися в 1830-ті. Однак для такої галереї не існувало власної будівлі. В 1841 році з'явилися перші конкретні плани побудувати будівлю Національної галереї, які однак не були реалізовані. Того ж року Фрідріх Август Штюлер запропонував план щодо будівництва на північ від Старого музею храму. Цей план не вийшов за попередні стадії і надалі не був конкретизований.
1861 року кайзер Вільгельм I Гогенцоллерн успадкував 262 картини німецьких та іноземних художників від банкіра ЙОахима Гайнріха Ваґенера. Цей дарунок став основою сучасного зібрання Національної галереї. До 1876 року колекція демонструвалася під назвою Вагенерська та Національна галерея в приміщеннях Берлінської академії мистецтв на бульварі Унтер-ден-Лінден.

### Власна будівля музею і подальший розвиток

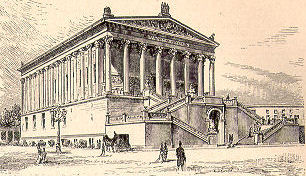
Малюнок Старої національної галереї в «Pierers Universal-Lexikon» 1891 р.

В 1862 році Фрідріх Август Штюлер почав планувати будівлю Національної галереї, а через два роки представив третій план, який був прийнятий. В 1865 році після смерті Штюлера, цей план був допрацьований у деталях архітектором Карлом Буссе. В 1866 році за наказом кайзерського кабінету буда заснована Комісія з будівництва Національної галереї, яка мала наглядати за будівництвом. Після того, як майбутньому будівельному майданчику були знесені старі будівлі оранжереї та купального будинку Вельпера, в 1867 році було закладено наріжний камінь будівлі. Будівництво здійснювалось під керівництвом архітектора Генріха Штрука. Кроквяні ферми були завершені 1872 року і почалися внутрішні роботи. Відкриття будівлі галереї відбулося 22 березня 1876 року в присутності кайзера. Через використання сталевих конструкцій та цегли будівля отримала високу оцінку як пожежобезпечна. Фасади та зовнішні сходи виконані з небрського червоного пісковика (тріас); колонади з сілезького та ельбського пісковика (обидва крейдовий період). Разом з великою площею засклення даху, яка на той час тільки стала можливою, будівля музею була побудована на межі новаторських будівельних рішень і технік того часу.
На час відкриття галереї, її колекція була досить невеликою — крім зібрання Вагенера, ще була виставлена колекція картонів Петера Йозефа фон Корнеліуса, яка була залишена у спадщину прусській державі. Завданням галереї було збирати сучасне на той час мистецтво, спочатку переважно прусське, оскільки на той час Берлін не мав жодного музею сучасного мистецтва.
Першим директором музею став 1874 року Макс Йордан. Його наступник Ґюго фон Чуді (з 1896 року) почав збирати до музею мистецтво імпресіоністів, ризикуючи конфліктом з кайзером, який вважав, що Національна галерея призначена для німецького мистецтва. Після того, як Людвіг Юсті став директором 1909 року, він розширив колекцію музею роботами експресіоністів. Після листопадової революції виставляв Юсті мистецтво модерну у палаці кронпринца. З того часу з'явився поділ на Національну галерею I та II.

### Часи нацизму та Другої світової війни
Після приходу Адольфа Гітлера до влади у 1933 році, Людвіг Юсті був зміщений з посади директора Національної галереї. Його наступником став Еберхард Ханфштенгл, який перебував на цій посаді до 1937 року. Протягом цього часу він здійснював подальшу перебудову музею. Його наступник Пауль Ортвін Раве залишався директором до 1950 року.
Після початку у вересні 1939 року Другої світової війни Національна галерея була закрита, а під час завершення війни будівля галереї була пошкоджена бомбардуваннями та наземними боями. І досі залишається нез'ясованим, які зниклі витвори мистецтва були знищені під час цих подій, а які у повоєнні роки були вивезені до СРСР як «трофейне мистецтво», оскільки Музейний острів опинився у радянському секторі Берліна.

### Час після Другої світової війни та поділу Німеччини

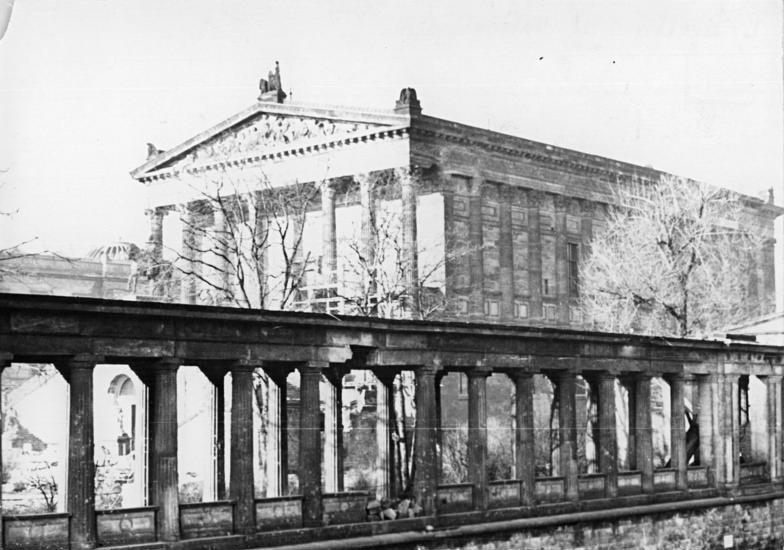
Стара національна галерея влітку 1951 року

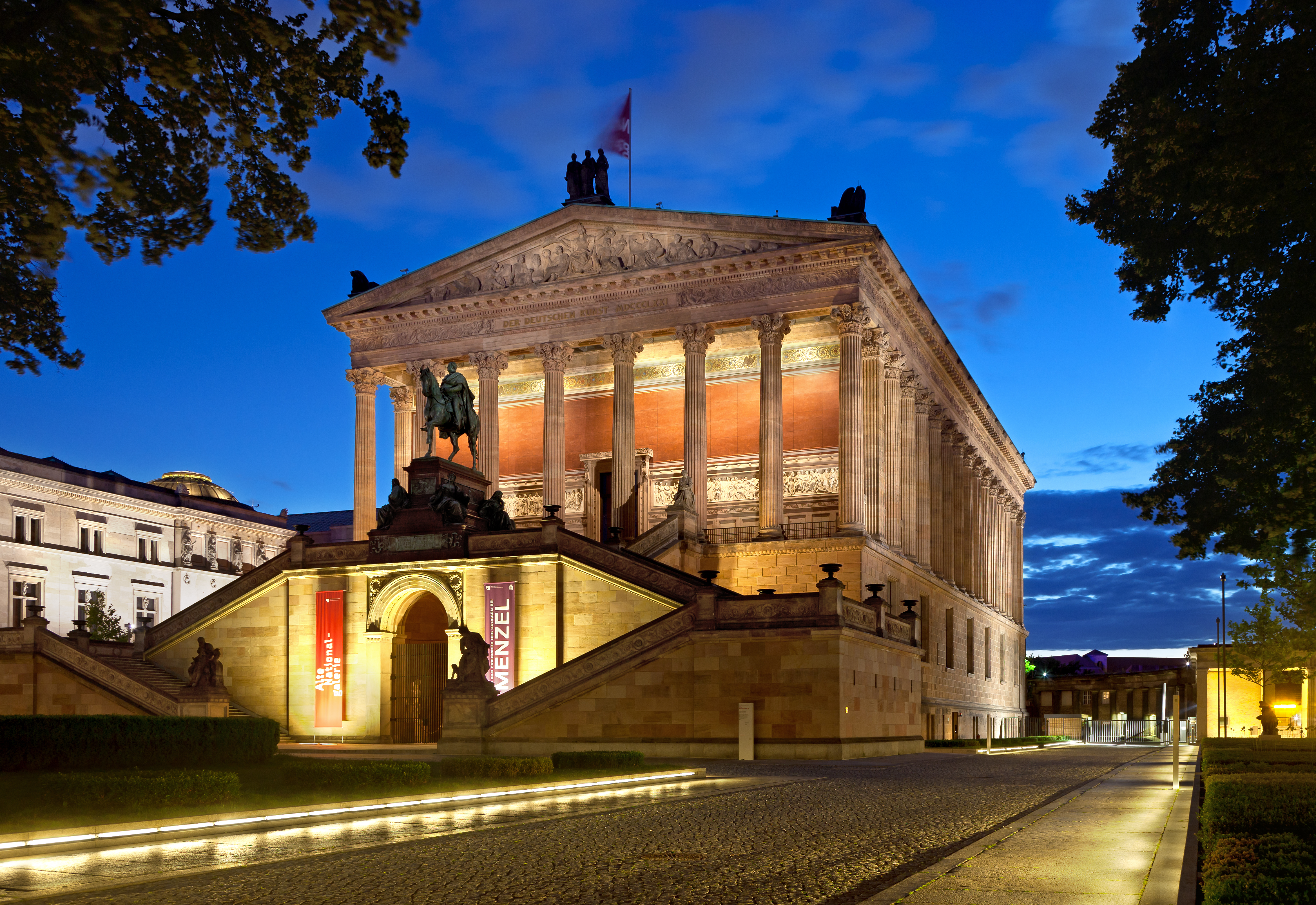
Вид зі сходу, 2012 рік

Вже 1945 року почалися перші розмови про отримання коштів для відбудови будівлі Старої національної галереї. В 1946 році Юсті був призначений на посаду генерального директора тодішніх Державних музеїв. 1947 року розпочались підготовчі роботи, а з 1948 року — відбудова. В 1949 році вже були доступні для публіки окремі частини будівлі Національної галереї, але відбудова залів була завершена лише 1955 року (окремі роботи в будівлі продовжувались до 1966 року). У будівлі демонструвалися витвори мистецтва 19-го сторіччя разом з сучасним мистецтвом.
Вже з 1980-х постала потреба у генеральній санації будівлі, але за часів НДР вона так і не була розпочата, проводились лише непередбачувані ремонти та дрібна реставрація.
У шпіонському фільмі «Розірвана завіса» Альфреда Гічкока в музеї відбувалась одна з важливих сцен, але дозвіл на зйомки отримано не було, тому сцени в музеї знімались у павільйоні.
В рамках поділу Німеччини була поділена між сходом і заходом і колекція Національної галереї відповідно до місця зберігання робіт. Значущі роботи колекції, які потрапили до Західного Берліна, спочатку демонструвалися в оранжереї замку Шарлоттенбург, а з 1968 році в новобудові Культурфоруму Берлін в Новій національній галереї. В 1986 році частина колекції була виставлена як Галерея Романтизму в замку Шарлоттенбург. Після возз'єднання Німеччини колекція Національної галереї була об'єднана, і роботи 19-го сторіччя повернулися до Музейного острова.

### Після об'єднання Німеччини
Після об'єднання Німеччини існуючі плани санації 1990 року були переглянуті та узгоджені з загальною концепцією всіх Державних музеїв Берліна. Переважно плани були підтверджені за винятком додавання найновіших технічних можливостей. Вже наступного року була встановлена нагальна необхідність санації, а з 1992 року почалися реставраційні та санаційні роботи зовні Старої національної галереї; в 1998 році будівля галереї була закрита для внутрішніх робіт і відкрилася 2 грудня 2001 року.
З 2003 по 2009 директором галереї був Бернхард Маац. З 2012 року директором є Філіпп Демандт.

## Архітектура

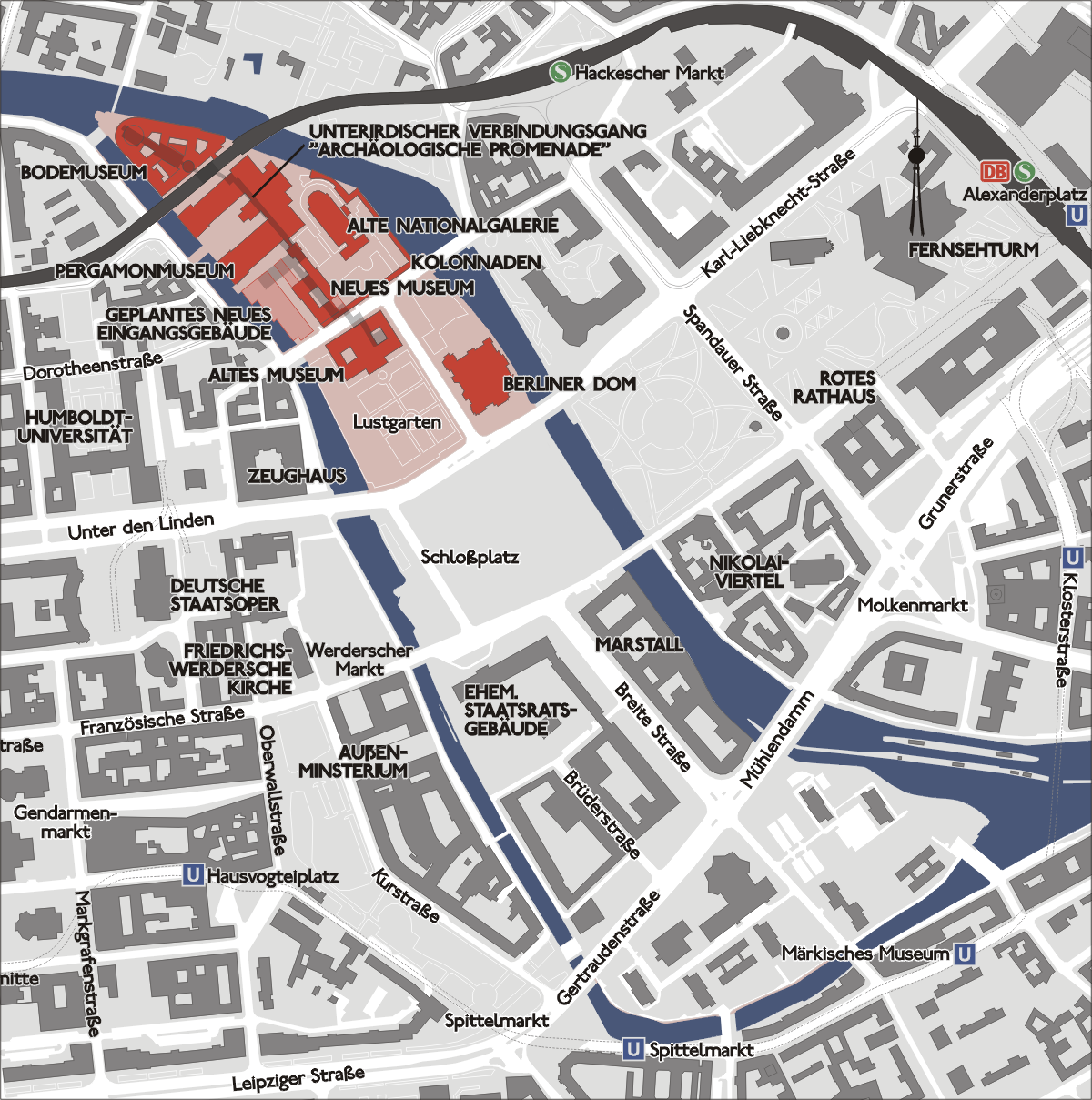
План Музейного острова

Стара національна галерея разом зі Старим музеєм, Новим музеєм, Музеєм Боде, Пергамським музеєм, Берлінським собором та Люстгартеном формує комплекс берлінського Музейного острова. Будівля галереї розташована посередині острова, між колією Берлінської міської залізниці та вулицею Бодештрасе, на східному березі. З півночі від неї розташований Пергамський музей, з півдня — Новий і Старий музеї та Берлінський собор.
Спланована Штюлером та завершена Штраком будівля галереї за стилем є між берлінським пізнім класицизмом, який відходив у минуле, та неоренесансом, що починався. Зовнішній вигляд музею залишився в первозданному вигляді, а от інтер'єри змінювалися кілька разів під час реконструкцій та за вимогами часу до влаштування виставкового простору і обладнання.

### Плани
Вже 1797 року Фрідріх Жиллі планував створити храм з колонадами як пам'ятник на честь прусського короля Фрідріха II. Цим він вплинув на архітектуру Берліна і особливо на творчість його учня — архітектора Карла Фрідріха Шинкеля, який мріяв побудувати групу храмів в одному ландшафті. Кронпринц Фрідріх-Вільгельм IV, який був учнем Шинкеля з архітектури та співрозмовником, натхненний цим баченням Шинкеля, створив малюнки, які стали основою будівлі Старої національної галереї. Його наступник Вільгельм I Гогенцоллерн дозволив учню Шинкеля — Фрідріху Августу Штюлеру, продовжити роботу над планами будівлі, після того як Вагенер заповів свою колекцію картин державі. В 1862 році плани Штюлера отримали для вивчення Академія мистецтва та художників. В результаті плани були далі перероблені, однак вже в них можна було побачити пізніше збудовану будівлю, які в першу чергу повинна була вміщувати сучасне тому періоду мистецтво.
Штюлер, а після його смерті Й. Г. Штрак розробили багато елементів будівлі у значній деталізації. Наприклад, при плануванні карнизу було дуже детально представлено взаємний вплив світла та тіні, об'єму, ліній, матеріалу та кольору. Робочі креслення вказували всі виміри і технології виробництва. Іншим прикладом детального планування є двері, які варіювалися від поверху до поверху. Полотна дверей та дверні отвори відрізнялися багатьма малими елементами, навіть коли це були входи у підсобні приміщення музею.

### Будівля

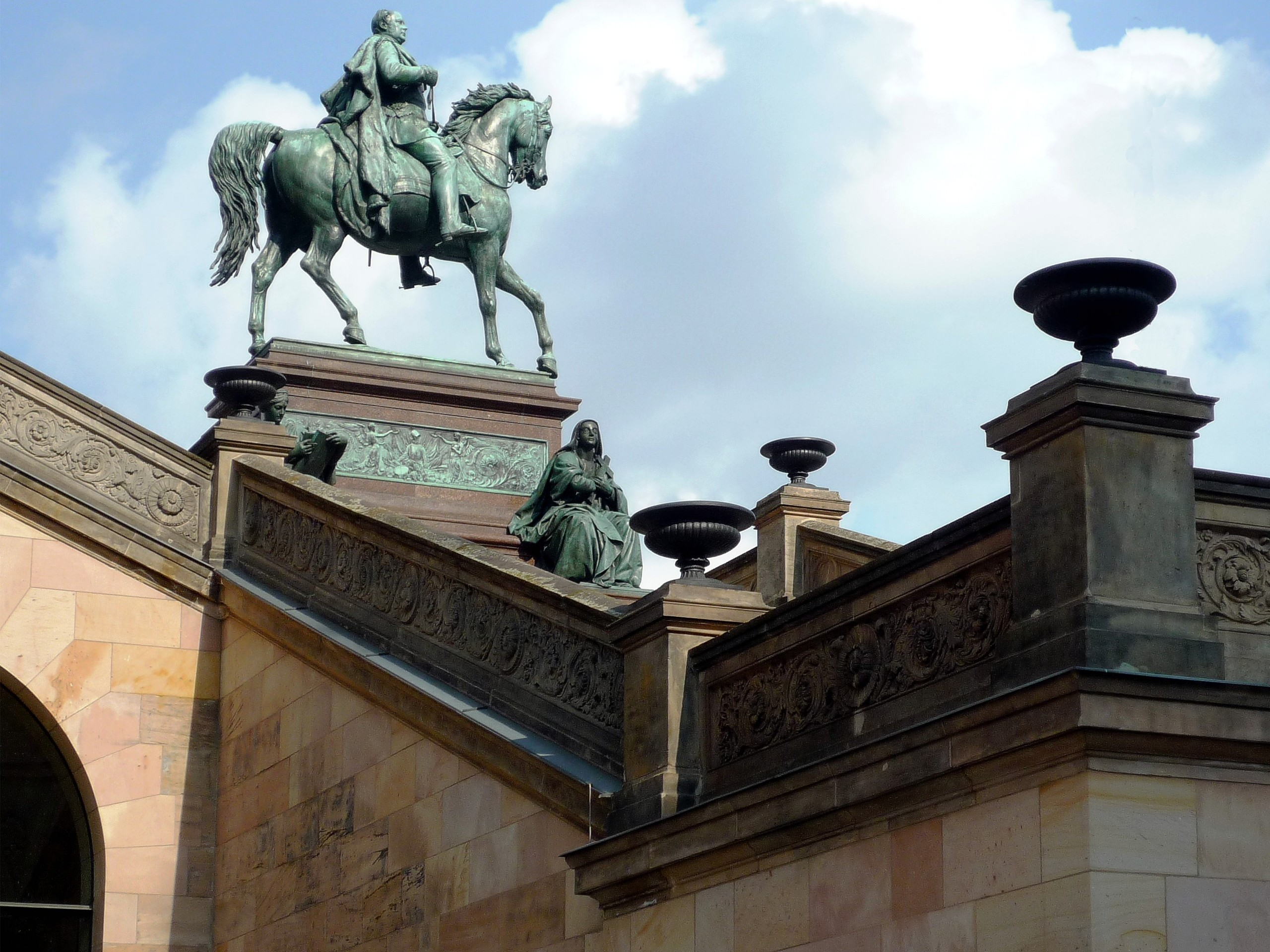
Кінний вершник та частина парадних сходів

Будівля Старої національної галереї поєднує архітектурні елементи різних типів будівель. Щипцевий фасад та розташовані по периметру півколони запозичені у храмів, монументальні сходи — у замків або театрів, а апсида — у церкви. У такій комбінації будівля повинна була архітектурно підкреслювати єдність нації, історії та мистецтва. До Старої національної галереї можна було потрапити через два входи — проїзд для карет та по парадних сходах вгору.
На парадних сходах знаходиться бронзова кінна статуя короля Фрідріха Вільгельма IV, з фігурами на постаменті «Релігія», «Мистецтво» (Поезія), «Історія» та «Філософія», створена 1886 року скульптором Александром Каландреллі.
Напівпідвальний поверх та перший виставковий поверх у рустикальному цоколі забезпечують бажане враження високого храму. Над ним розташований другий, більш «благородний» виставковий поверх, підкреслений по фасаду напівколонами. Крім того, обидва виставкові поверхи мають високі вікна, які є частиною фасаду. Існування третього виставкового поверху не можна вгадати з фасаду, адже він отримує освітлення не з вікон (їх на фасаді не має, лише з боку), а через скляний дах.

### Загальна санація та включення до загальної концепції Музейного острова
В 2001 році Стара національна галерея знову відкрилася після загальної санації як перша будівля Музейного острова. Найважливішими результатами десятирічної роботи з планування та здійснення реставраційних робіт були зміна конструкції вхідної групи, добудова двох залів для робіт Каспара Давида Фрідріха та Карла Фрідріха Шинкеля та встановлення існуючого на той час найсучаснішого облаштування. Відповідальним за генеральну санацію був німецький архітектор Ганс-Гюнтер Мерц.

## Зібрання
В Старій національній галереї виставлені найважливіші роботи 19-го сторіччя з зібрання Національної галереї Берліна. Серед них роботи в стилі клацисизму та романтизму (Каспар Давид Фрідріх, Карл Фрідріх Шинкель, Карл Блехен), бідермаєра, французького імпресіонізму (Едуар Мане, Клод Моне, П'єр-Огюст Ренуар) та початку модерну (Адольф фон Менцель, Макс Ліберманн, Ловіс Коринт, Поль Сезанн).
Найбільш відомі картини в галереї, серед інших, «Чернець біля моря» Каспара Давіда Фрідріха, «Залізопрокатний завод» Менцеля та «Принцеси Луїза та Фредерика Прусські», подвійна скульптура авторства Йоганна Готфріда Шадова.
На третьому поверсі, серед іншого, можна побачити створений Шадовим мармуровий надгробок 1790 року графа Олександра фон дер Марка (улюбленого, але позашлюбного сина Фрідріха-Вільгельма II та його коханки Вільгеміни Енке, який помер у віці 8 років з підозрою про отруєння), який раніше знаходився у приходській церкві району Доротеенштадту в Берліні. Після того, як церква була знищена у Другій світовій війні, надгробок був переданий місцевою громадою Національній галереї як тривала позика.

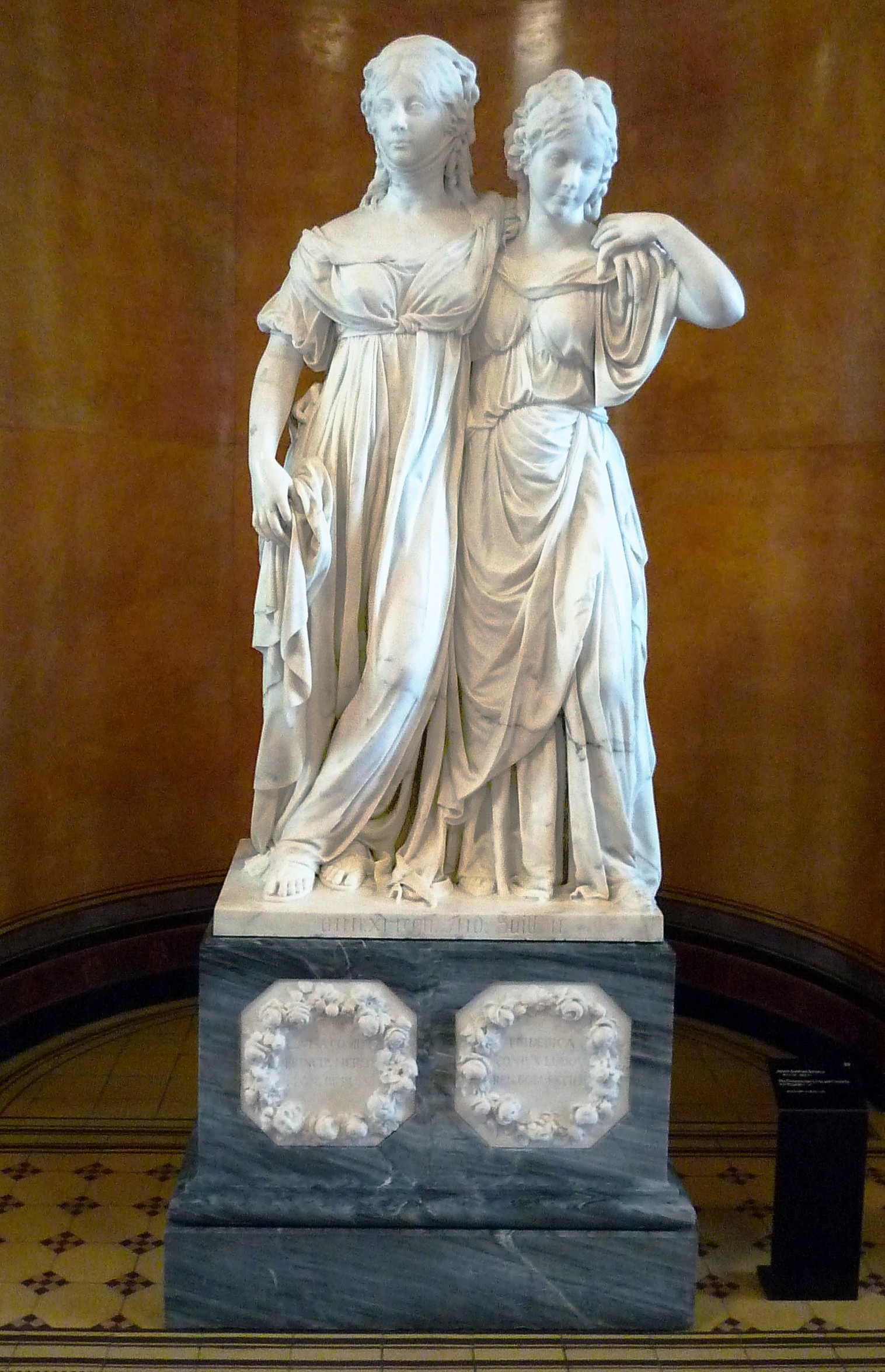
Й.Г.Шадов: Принцеси Луїза та Фредерика Прусські
К.Д.Фрідріх: Монах у моря
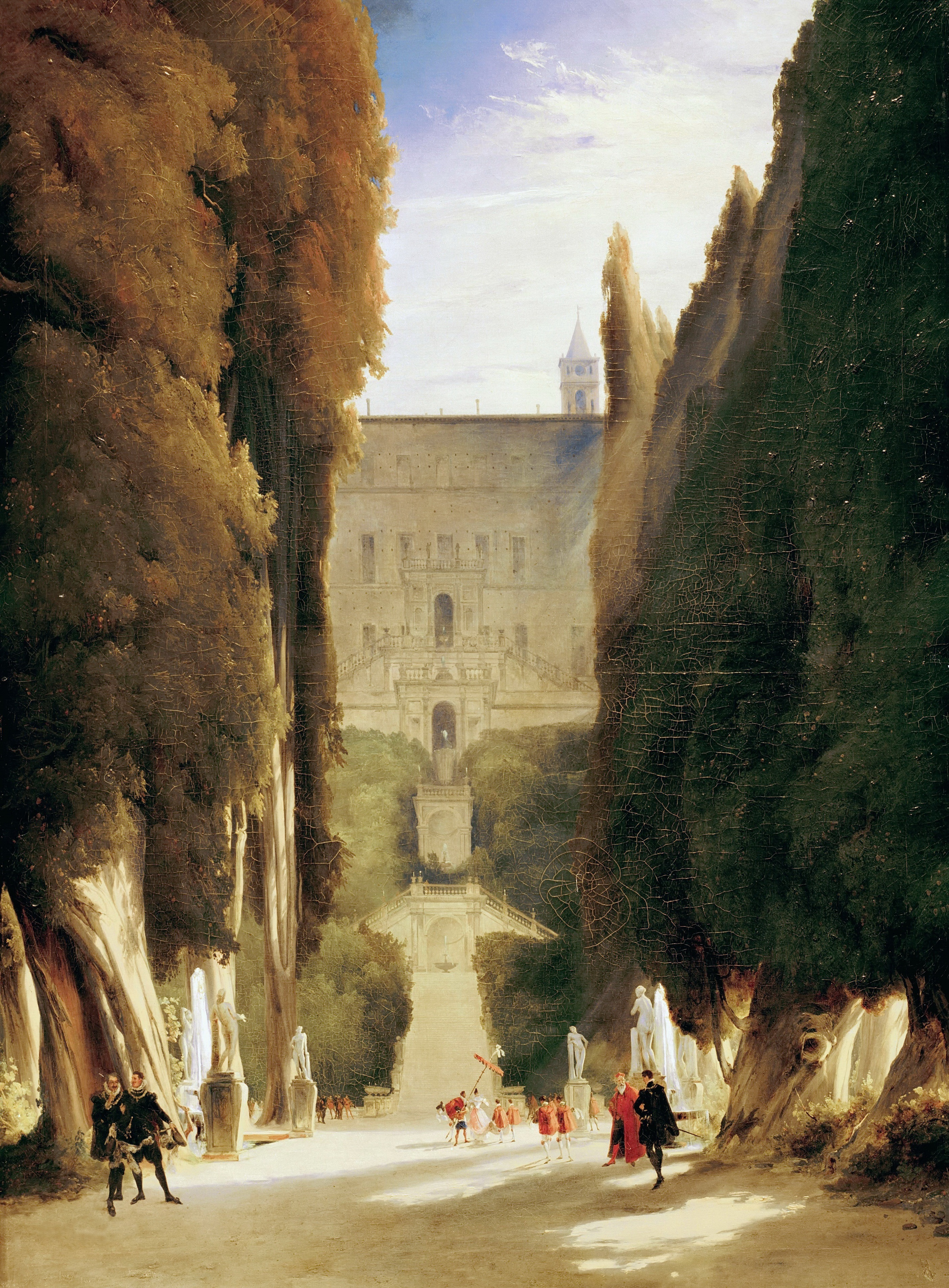
Карл Блехен: У парку вілли д'Есте
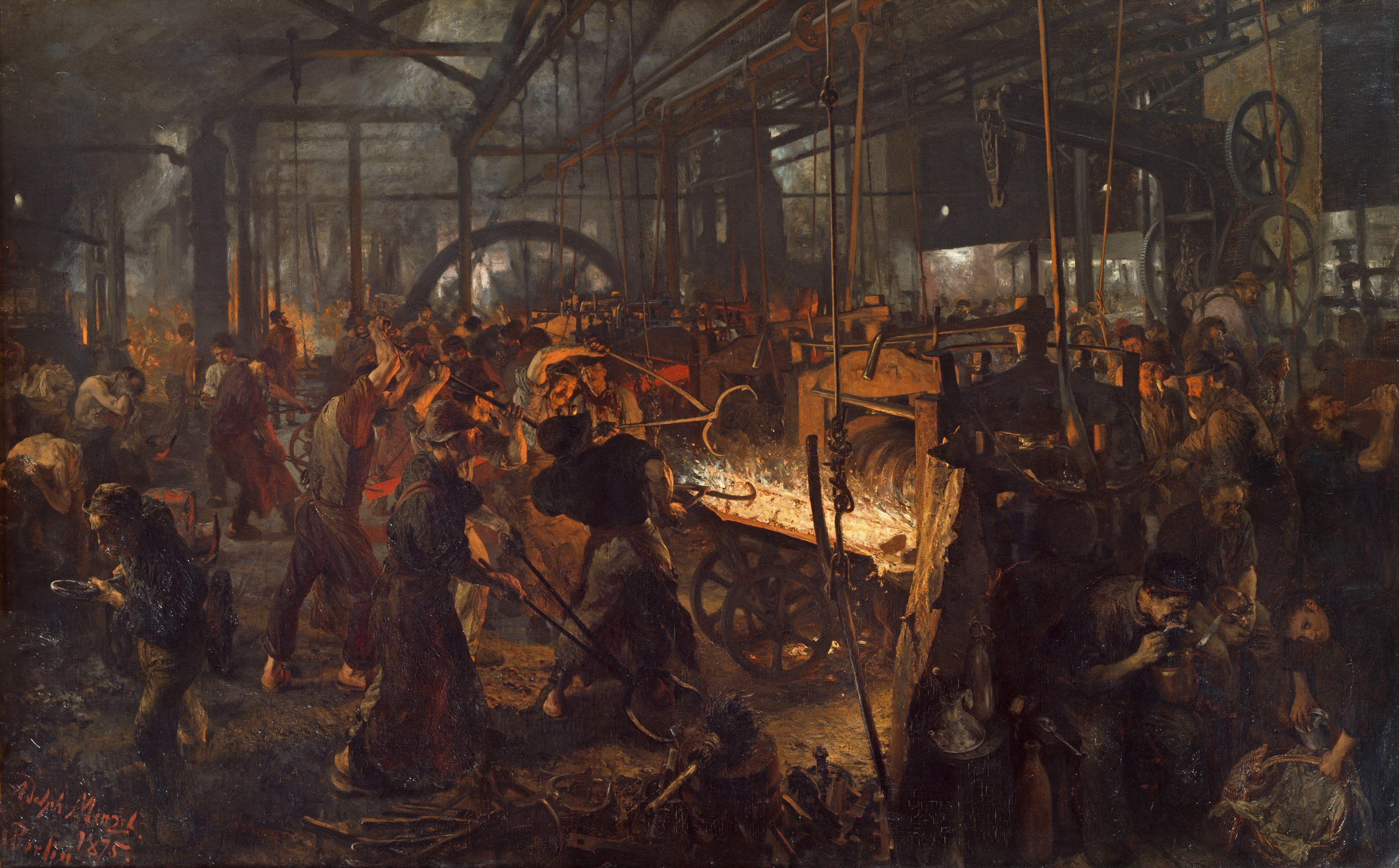
Адольф фон Менцель: Залізопрокатний завод
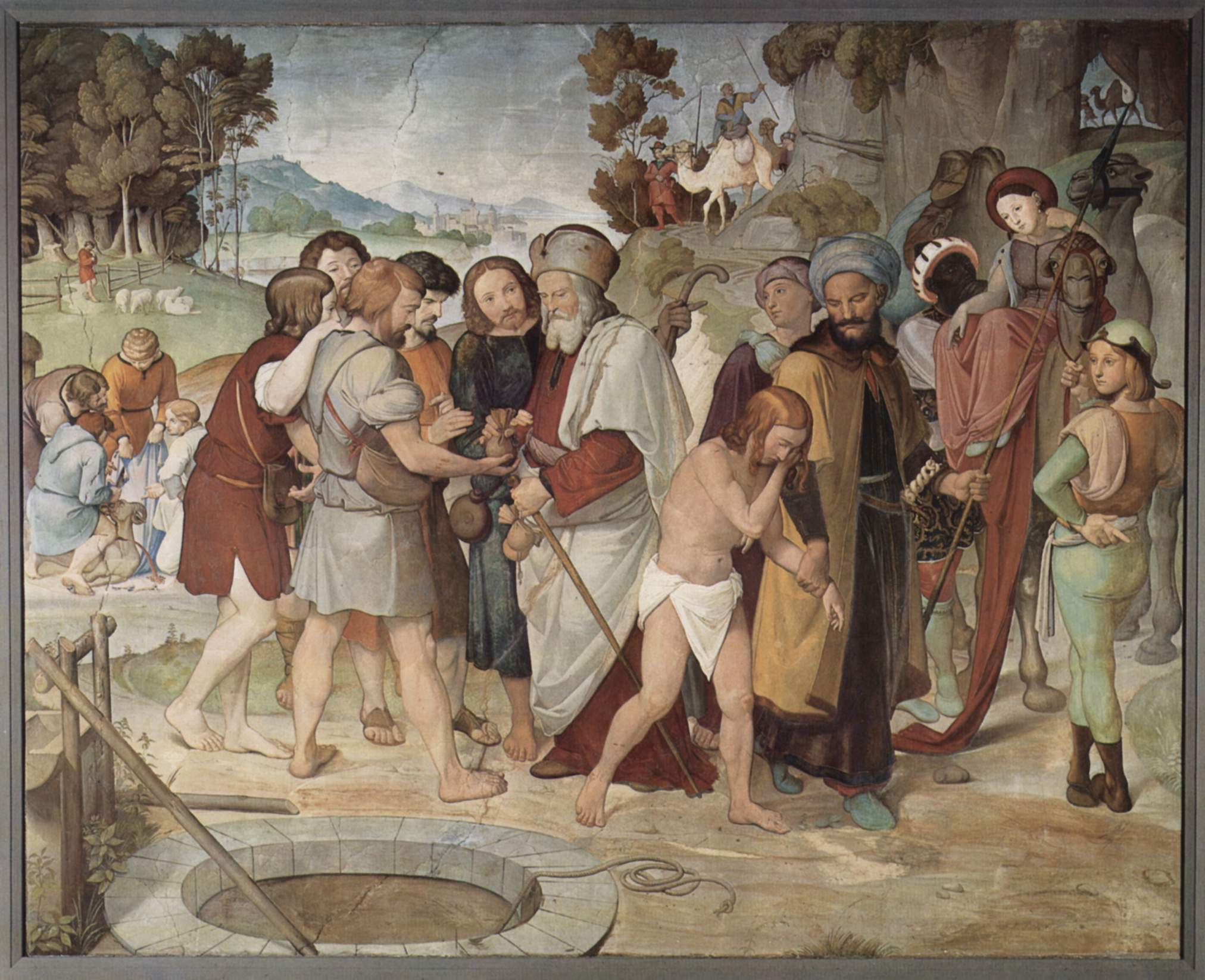
Фрідріх Овербек: Продаж Йосипа єгипетським торгівцям, Цикл фресок для Каса Бартольді
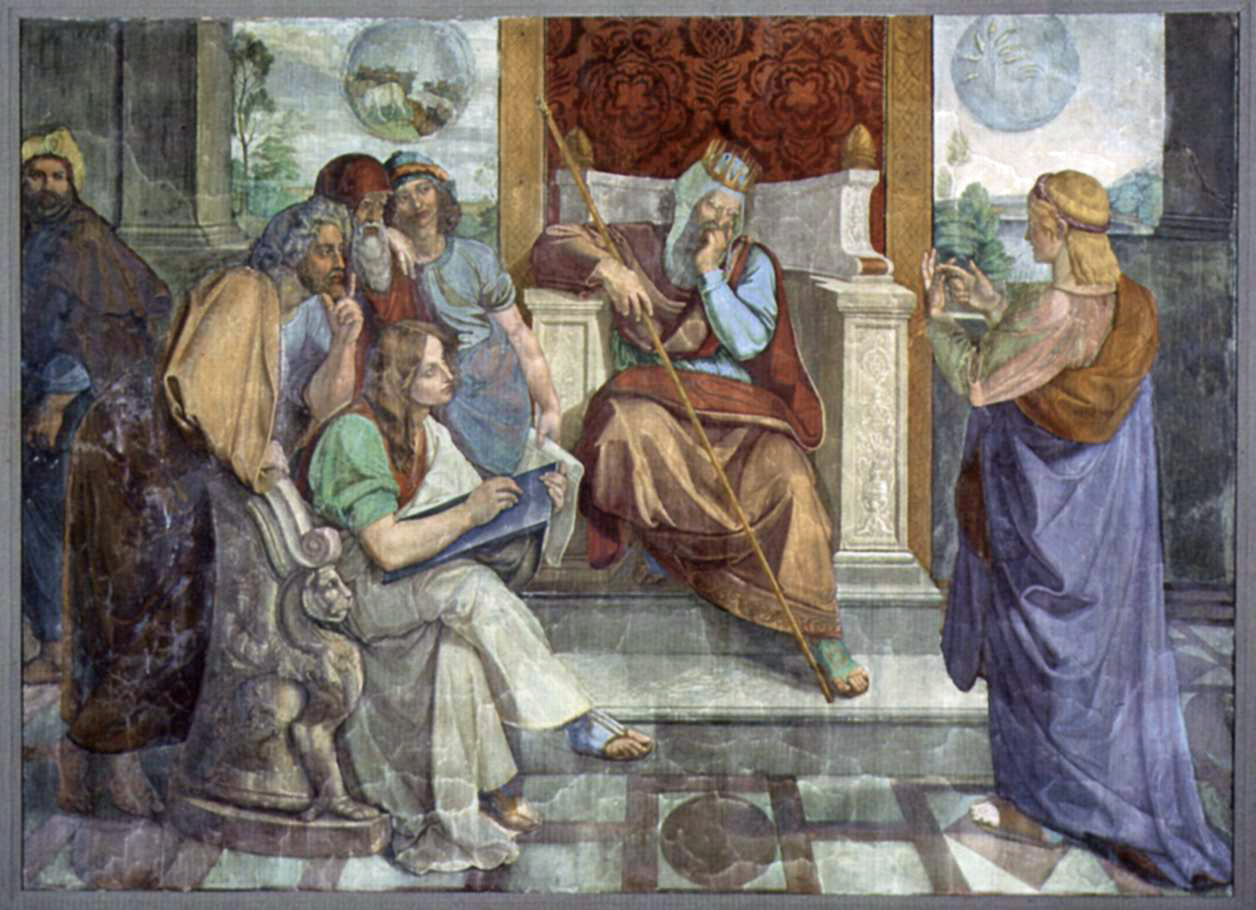
Петер Йозеф фон Корнеліус, Йосип трактує сни фараона, Цикл фресок для Каса Бартольді
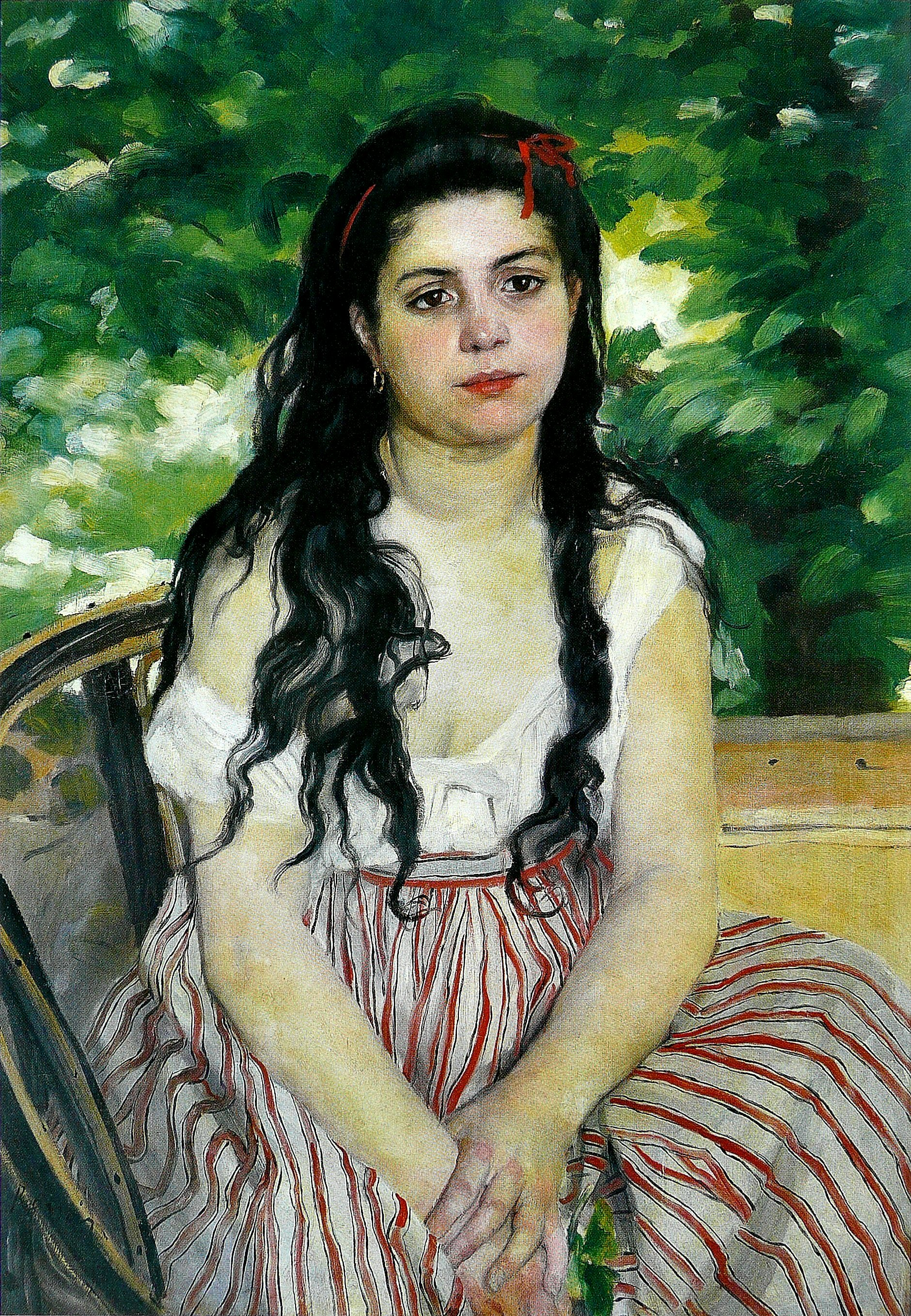
П'єр-Огюст Ренуар: Влітку
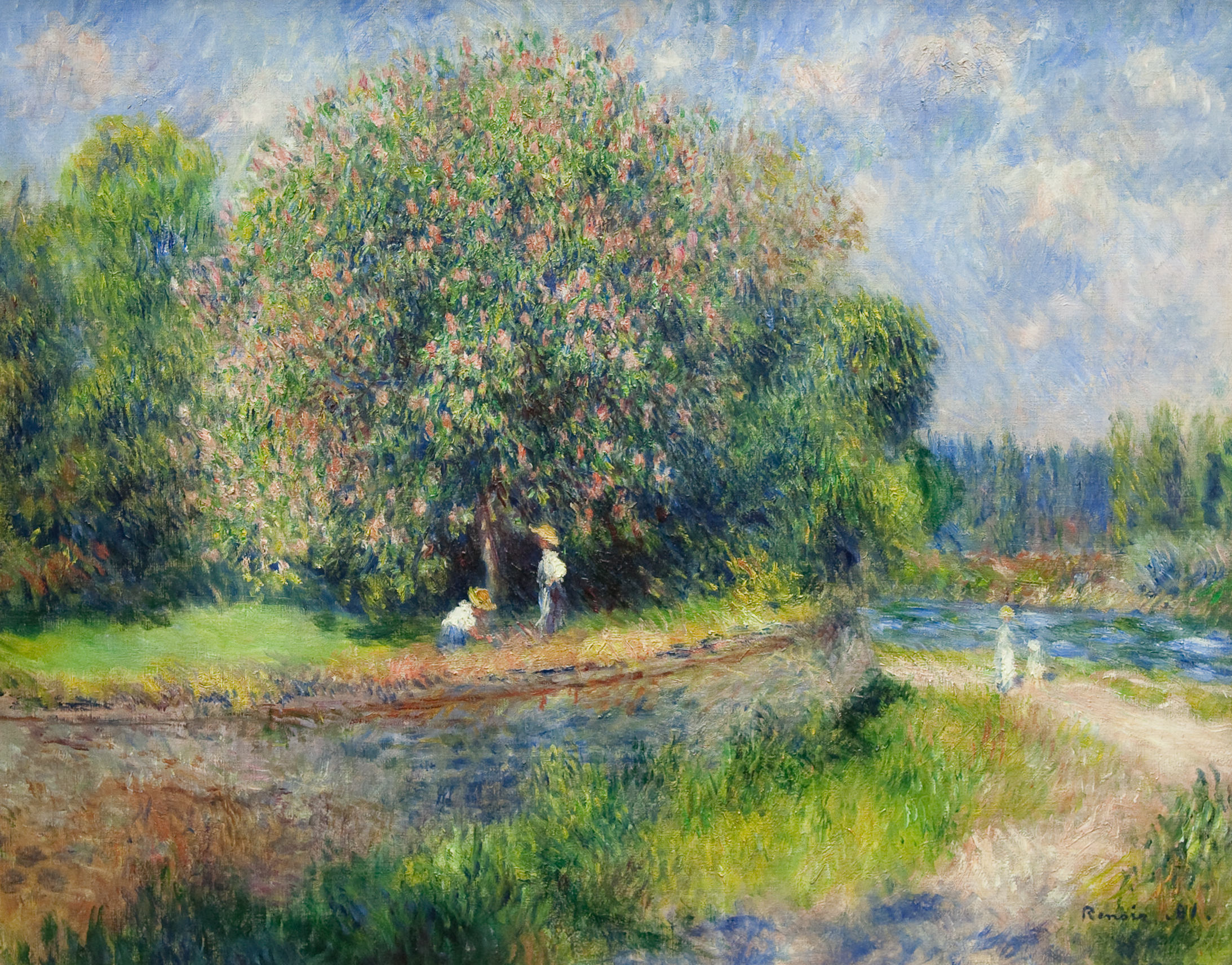
П'єр-Огюст Ренуар: Каштан в цвіту
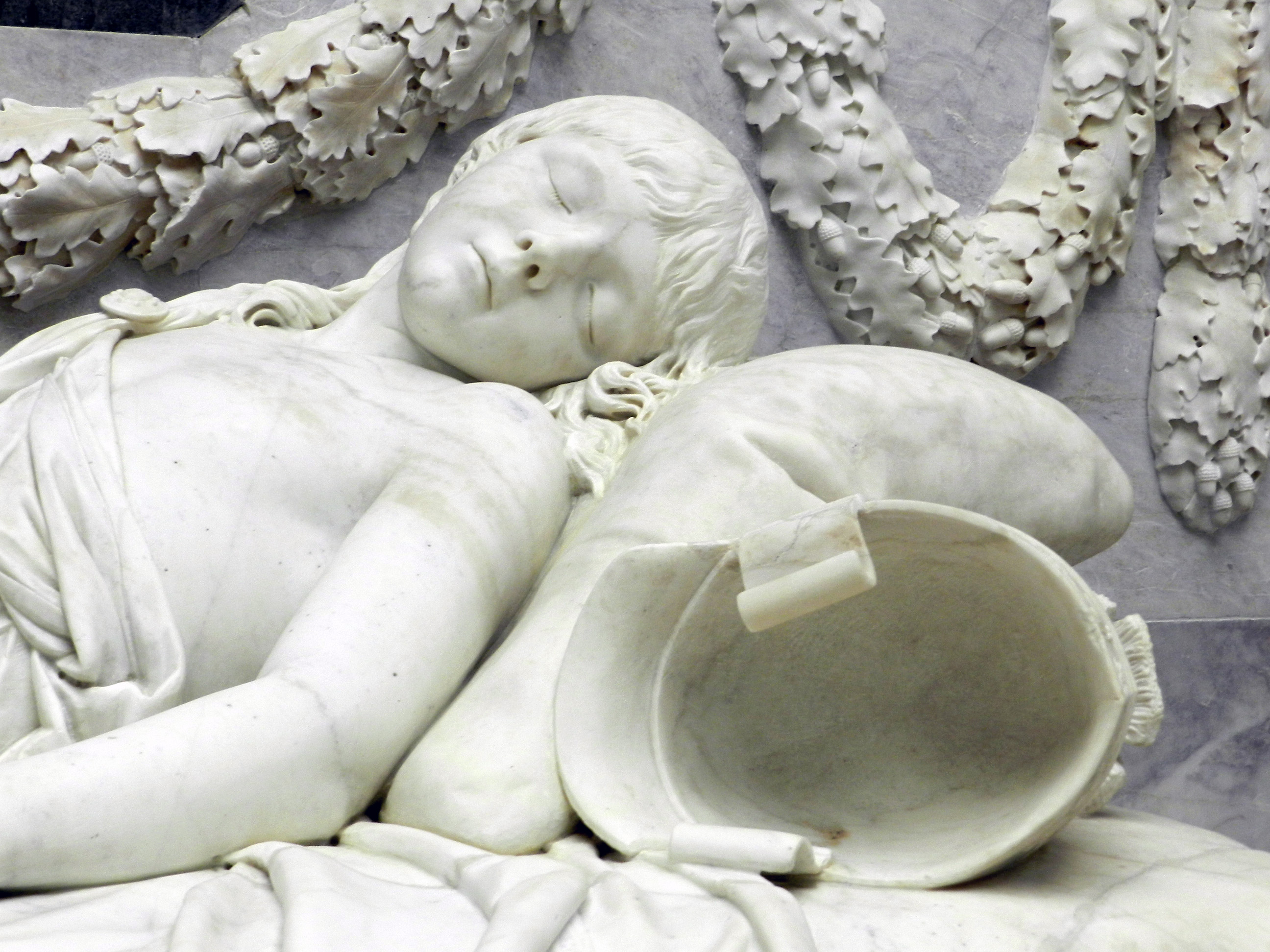
Й.Г.Шадов: Деталь надгробка Олександру фон дер Марку